# Cerrito de Oro
Cerrito de Oro är en ort i Mexiko.   Den ligger i kommunen Coyuca de Benítez och delstaten Guerrero, i den södra delen av landet, 290 km söder om huvudstaden Mexico City. Cerrito de Oro ligger 10 meter över havet och antalet invånare är 784.
Terrängen runt Cerrito de Oro är kuperad österut, men västerut är den platt. Havet är nära Cerrito de Oro åt sydväst.  Närmaste större samhälle är Acapulco, 10,7 km sydost om Cerrito de Oro. 